# Schizocyathidae
Schizocyathidae Stolarski, 2000 è una famiglia di madrepore della sottoclasse degli Esacoralli

## Biologia
Tutte le specie della famiglia sono azooxantellate, cioè prive di zooxantelle simbionti.

## Tassonomia
La famiglia comprende i seguenti generi:
- Pourtalocyathus Cairns, 1979
- Schizocyathus Pourtalès, 1874
- Temnotrochus Cairns, 1995